# 표트라 크라체우스키

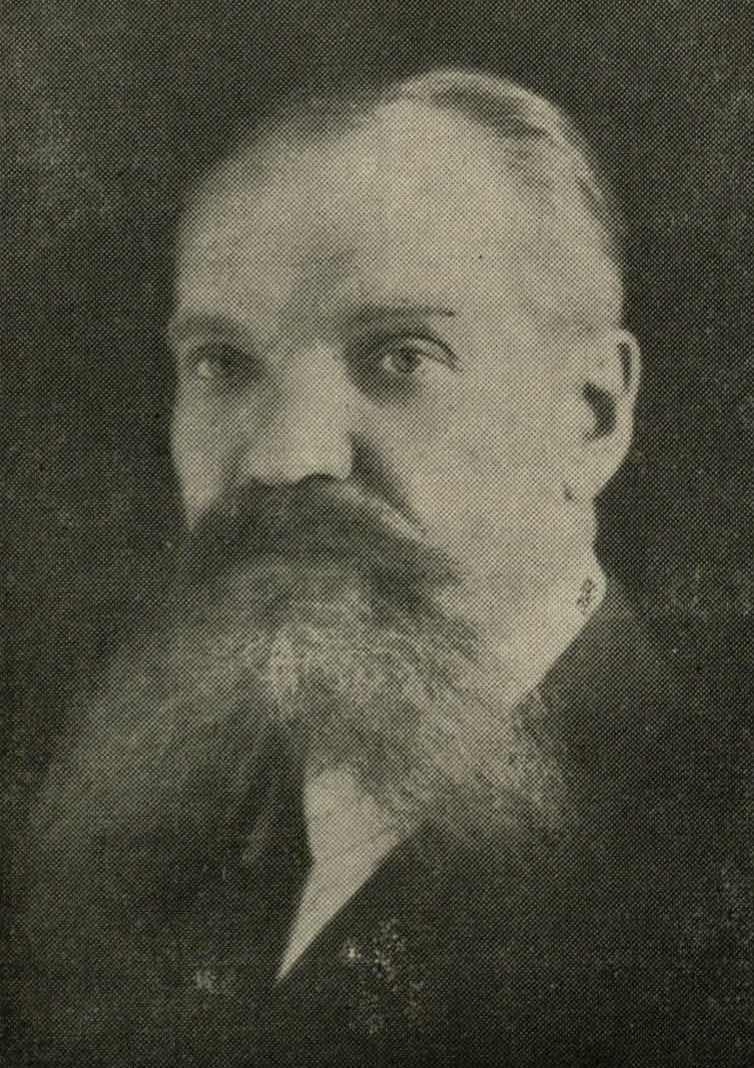
표트라 크라체우스키

표트라 안토나비치 크라체우스키(벨라루스어: Пётра Антонавіч Крачэўскі, 러시아어: Пётр Анто́нович Крече́вский 표트르 안토노비치 크레쳅스키[*], 1879년 8월 7일 ~ 1928년 3월 8일)는 벨라루스 인민 공화국의 제2대 대통령을 지낸 정치인이다.
제1차 세계대전 이전에는 교사로 활동했으나, 1917년 정계에 들어가 일을 하게 된다.
1919년 얀 세라다가 사퇴하면서 대통령직을 물려받게 된다. 그러나 그 해 벨라루스가 소련에 병합되면서 강제로 퇴임했다.